# Планета-океан

Художня презентація внутрішньої будови Ганімеда, з рідким водним океаном, «затиснутим» між двома шарами льоду.
Шари льоду вказані згідно з масштабом.

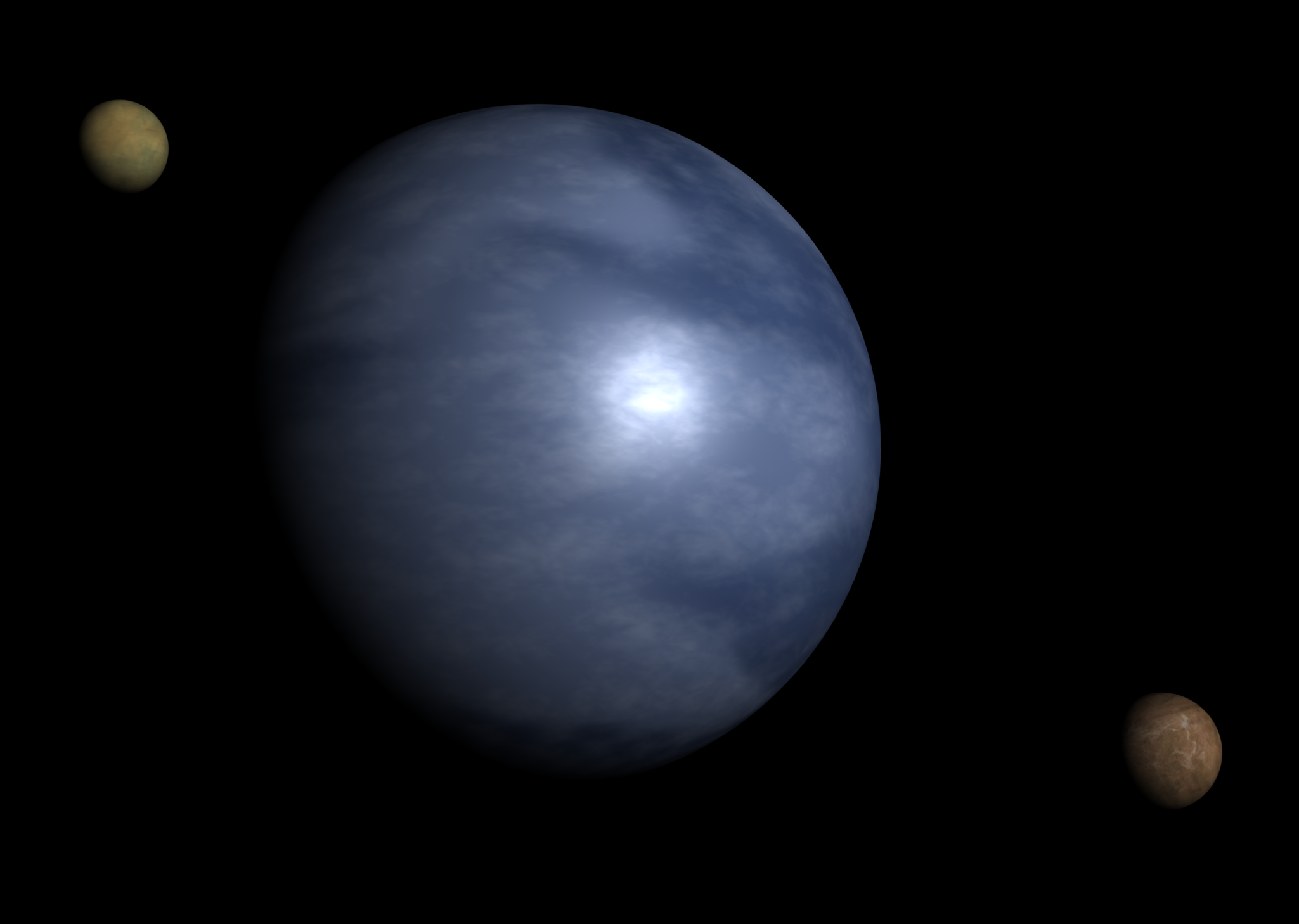
Так може виглядати планета-океан із двома супутниками.

Планета-океан — гіпотетичний різновид планет, повністю вкритих океаном рідкої води.
У широкому розумінні Землю також можна вважати планетою-океаном: океани займають 71 % площі поверхні, якщо розподілити всю воду океанів рівномірним шаром по поверхні, глибина океану становитиме приблизно 2,5 км. Для стороннього спостерігача з іншопланетної системи, що спостерігає за Землею доступними для нас зараз методами, Земля виглядатиме саме як планета-океан.
У вузькому розумінні планета-океан — планета, масивніша за Землю (маса приблизно 6—8 М⊕), що має у своєму складі багато льоду (порядку 50 % маси) і вкрита суцільним океаном рідкої води глибиною до ≈100 км. На відміну від Землі, під океаном лежать не скелясті породи, а крижана мантія.
Станом на 2022 рік найбільш імовірним кандидатом на цей різновид планет є Глізе 1214 b.
Гіпотезу про існування таких планет висунув Девід Стівенсон із Каліфорнійського технологічного інституту. Потім цю модель розвинула група під керівництвом Крістофа Сотена з Нантського університету та Марк Кюхнер.

## Модель планети-океану

### Вихідні положення
У праці «A New Family of Planets ? „Ocean Planets“» для побудови моделі планети виходили з таких припущень:
- Розглядаються тільки планети масою 6—8 М⊕. Такі планети можна знайти одночасно і методом транзитів, і методом визначення радіальної швидкості, що дає змогу визначити масу і радіус планети одночасно.
- Планета складається на 50 % з льоду (90 % води, 5 % аміаку, 5 % діоксиду вуглецю) та на 50 % зі скельних порід та металів. Для спрощення моделі в первинному складі планети відсутні монооксид вуглецю і метан. Такий хімічний склад можна очікувати для планети, що формується не дуже далеко за сніговою лінією (170К у вакуумі) з протопланетного диску. Відносно невелика маса планети (< 10 М⊕) передбачає, що в первинному складі планети відсутні легкі гази (водень та гелій). Після формування планета мігрувала до гарячішої «зони життя», або внаслідок розігріву центральної зорі «зона життя» змістилась у зовнішні регіони планетної системи.
- Досить велика маса планети передбачає, що планета має радіальну диференціацію шарів: ядро, мантія, крижаний шар, розвинена атмосфера.
- Надра планети гарячі з адіабатичним тепловим профілем.
- Розглядаються тільки планети в «зоні життя».
- Атмосфера планети розвинулась із первинної атмосфери планети внаслідок фотохімічних процесів, випаровування та дегазації надр, випаровування атмосфери. В атмосфері може бути сильний парниковий ефект.

### Внутрішня будова
У результаті моделювання планети з масою в 6 М⊕, що складається з 3 М⊕ льоду, 2 М⊕ силікатів і 1 М⊕ металів, утворилася планета з такою внутрішньою будовою:
- Загальний радіус планети становить 2 R⊕ (радіуси Землі), або приблизно 12700 км. Прискорення вільного падіння на поверхні планети становитиме 1,54g, а тиск у центрі планети — 1600 ГПа. Середня густина становитиме 75 % середньої густини Землі (близько 4 г/см³).
- Залізонікелеве ядро радіусом 0,69 R⊕, або 4400 км, що становить 34,5 % радіуса. У Землі радіус ядра становить 3550 км, тобто 0,55 R⊕.
- Силікатна (нижня) мантія глибиною 3550 км, або 0,55 R⊕, що становить 27,5 % радіуса. У Землі глибина мантії становить 2900 км, або 0,45 R⊕.
- Льодова (верхня) мантія глибиною 4800 км, що становить 38 % радіусу планети. Льодова мантія складається з поліморфних модифікацій льоду, густина їх більше густини рідкої води, а тиск на такій глибині дає воді змогу існувати у твердому стані при температурах вище 0 °C. У Землі льодової мантії немає.
- Глобальний океан рідкої води. Глибина океану становить від 40 до > 100 км.

### Океан
Глибина океану залежить від температури поверхні океану і від вибраного температурного профілю. При виборі температури поверхні у 280 К (7 °C) та адіабатичного теплового профілю глибина океану становитиме 72 км, температура на дні 35 °C, а тиск 1,1 ГПа. При виборі температури поверхні в 303 К (30 °C) або 273 К (0 °C), глибина океану становитиме відповідно 133 та 60 км. При виборі ізотермічного профілю (температура океану стала по всій глибині), глибина океану становитиме 40, 45 та 65 км при температурі поверхні в 0, 7 та 30 °C відповідно.